# K.I.A. (Krapoel In Axe)
Pour les articles homonymes, voir KIA.
K.I.A. (Krapoel In Axe) est un groupe belge de hip-hop, originaire d'Aarschot, près de Louvain, en Flandre. Il est l'un des premiers groupes de hip-hop flamands qui a atteint plusieurs fois les hit-parades belges depuis 1997. Les membres rappent dans leur propre langue régionale : het Vloms (flamand) d'Aarschot, un dialecte des Hagelands. Leurs chansons les plus connues sont aturday et 1, 2, 3, 4, 5, 6, 7.

## Histoire
Krapoel In Axe est formé à partir du crew The Miscellaneous, originaire d'Aarschot, vers 1993. Après avoir remporté quelques succès underground locaux, ils participent à la Battle of the Bands, où ils sont repérés par un délégué d'ARS. Peu après, K.I.A. signe avec ARS. Leur première sortie avec le label ARS est le single Saturday (1997), qui est un véritable succès. Par la suite, ils sont régulièrement invités à l'émission musicale Tien Om Te Zien de la chaîne de télévision VTM. Leurs successeurs 1, 2, 3, 4, 5, 6, 7, Zomer et 't Sniejewt deviennent également des succès et leur premier album Zonder boe of ba se vend à 15 000 exemplaires.
Cependant, K.I.A. est de plus en plus confronté à des vents contraires en raison de son langage obscène et le single Siliconentetten (1998) est rejeté par la plupart des stations de radio et des chaînes de télévision. Jan « Jakke » Wouters quitte le groupe et le silence s'installe autour des deux membres restants.
En 2001, ils sortent la chanson Geanalizeerd sur EMI. Le clip vidéo de cette chanson est saisissant, avec Jean-Pierre Van Rossem dans le rôle du Dr Guy Vago, qui pratique l'examen anal. Le master de leur nouvel album studio, Uncensored, est également enregistré chez EMI, mais le langage grossier n'a pas été accepté par EMI. Ils sont abandonnés par le label et, en raison du prix de rachat élevé demandé par EMI pour le mastering, aucun label n'a pu l'« acheter ». Uncensored sort en 2002 sous son propre label, Krapoelrecords. Peu après, le groupe s'est séparé en raison de désaccords mutuels.
Au cours de l'été 2011, ils organisent un concert de retrouvailles spécialement pour le festival Aarschot Hageland. Le 31 mars 2012, ils se produisent à nouveau, cette fois dans le cadre de Back to the 90s, au Sportpaleis d'Anvers. En 2014, Q-Music publie le Top 500 des années 1990. La chanson Krapoelekesdag sert d'affiche pour ce top 500. Il s'agit d'un nouveau morceau écrit par Vrancken, en collaboration avec les Q-DJ Vincent Vangeel et Rik Boey, sur l'album Saturday. Le vendredi 21 février 2014, le groupe interprète encore quelques morceaux à la radio. En 2016, le groupe fait son retour et sort le morceau OG's, qui est suivi de plusieurs représentations. En 2022, ils reviennent à Tien Om Te Zien puis sont également les invités à l'émission Zomerhit à Bredene.

## Discographie

### Albums
- 1997 : Zonder Boe of Ba
- 2002 : Ongecensureerd

### Singles
- 1997 : 't Sniejewt (in den diepvries)
- 1997 : Zaterdag
- 1997 : 1, 2, 3, 4, 5, 6, 7
- 1997 : Zomer
- 1998 : Wie Gatte Funk
- 1998 : Silicone
- 1999 : Stem op Cliffke & de Vjee
- 2001 : Geanalizeerd
- 2002 : Wanneer
- 2002 : Birgit
- 2002 : Beest
- 2016 : OG's